# Rupture du barrage d'Orsk
La rupture du barrage d'Orsk survient le 5 avril 2024 lors d'un épisode important d'inondation dans la région du fleuve Oural, provoquant des évacuations le long de son cours. Au moins neuf personnes sont blessées et les dégâts matériels sont estimés à environ 21 milliards de roubles,.

## Contexte
Le barrage d'Orsk est construit en 2010 et s’élève à 5,5 mètres de haut. Avant sa rupture, des pluies torrentielles sont enregistrées dans la région, tandis que la fonte importante des neiges contribue à faire monter le niveau de l'eau du fleuve Oural jusqu'à 9,6 mètres,.

## Rupture du barrage
Le barrage rompt dans la soirée du 5 avril, entraînant des évacuations. Les responsables de la ville d'Orsk en aval du fleuve déclarent que la situation s'aggrave rapidement et le président du Kazakhstan, Kassym-Jomart Tokaïev, la qualifie de « pire catastrophe naturelle que le pays ait connue au cours des 80 dernières années ». Le gouverneur de l'oblast d'Orenbourg, Denis Pasler (en), décrit également les inondations comme les pires qui aient frappé la région dans son histoire. À Orsk, les quartiers de la vieille ville, Nikel et Lesotorgovy, sont fortement touchés par les inondations. Le barrage s'effondre progressivement les 6 et 7 avril. 
Le 7 avril, le gouvernement russe déclare l'état d'urgence fédéral à la suite de la fermeture de la raffinerie de pétrole d'Orsk, ajoutant que des inondations sont également attendues dans les oblasts de Kourgan et de Tioumen. Le service fédéral d'hydrométéorologie et de surveillance environnementale russe estime que les niveaux d'eau dans la ville d'Orenbourg pourraient atteindre des niveaux dangereux au cours des trois jours suivants. Le gouvernement déclare également que les stations hydrauliques locales enregistraient une « augmentation anormale des niveaux d'eau », sans précédent depuis un siècle. Le maire d'Orenbourg Sergueï Salmine (ru) menace également de procéder à des évacuations forcées. Ailleurs dans l'oblast d'Orenbourg, 127 personnes sont évacuées à Bouzoulouk après que 304 maisons ont été inondées, tandis que dans le raïon de Bouzoulouk (en), un pont sur la rivière Borovka est emporté, isolant les colonies du parc national de la forêt de Bouzoulouk. Un autre barrage rompt à Novotroïtsk, provoquant de nouvelles évacuations.
Le 8 avril, des centaines de personnes manifestent contre les autorités locales d'Orsk, les accusant d'avoir mal construit le barrage et d'avoir détourné une partie des fonds prévus. Les manifestants scandent « honte, honte » et « Poutine, aide-nous ». Le maire d'Orsk, Vasiliy Kozoupitsa (ru), rencontre des habitants et promet de fournir un dédommagement financier aux victimes des inondations, ainsi que d'accroître la surveillance pour empêcher les vols et pillage dans les zones inondées de la ville. The Insider rapporte que de nombreuses victimes des inondations se sont plaintes de vols, malgré les promesses des autorités d'accroître la sécurité dans la ville. Les habitants et les bénévoles déclare que la sécurité promise plus tôt par les autorités est surtout utilisée pour protéger les bâtiments gouvernementaux et les hommes politiques de la ville des manifestants plutôt que les zones résidentielles des vols.
Le 10 avril, Sergueï Salmine publie un avertissement sur son compte Telegram selon lequel à 19 h, heure locale, des sirènes retentiront dans tout Orenbourg pour ordonner aux citoyens d'évacuer en prévision du pic de crue prévu à 930 centimètres au dessus du niveau normal, risquant d'inonder les zones au-delà d'Orsk. Plus de 300 résidences de la ville ont été inondées. Des évacuations massives à Orenbourg sont ordonnées le 12 avril  après que Sergueï Salmine a averti que l'inondation dans la ville atteindra son pic le jour même, avant de progressivement baisser la semaine suivante. Au pic de la crue, plus de 7 500 habitations de la ville sont inondées.

## Conséquences
La rupture du barrage d'Orsk cause plus de 21 milliards de roubles de dégâts, soit 2,1 milliards d'euros, et 10 000 maisons sont inondées. Plus de 4 000 personnes sont évacuées de la zone. Le gouvernement russe déclare l’état d’urgence fédéral,. Trois enfants et six adultes ont été blessés légèrement. Les autorités russes affirment qu'elles s'attendent à ce que les inondations atteignent leur pic le 9 avril avant de se « stabiliser » après le 20 avril.
La mort de quatre personnes est annoncée à la suite de la rupture du barrage. Cependant, le ministère de la santé russe (en) précise plus tard que ces décès n'ont « rien à voir avec les inondations ».

## Réactions
Le porte-parole présidentiel, Dmitri Peskov, déclare que le président Vladimir Poutine n'a pas l'intention de se rendre dans la région , ajoutant que Poutine « obtenait des informations et coordonnait le travail de toutes les branches du pouvoir ».
Le 8 avril, les habitants d'Orsk organisent des manifestations sur la place centrale de la ville contre l'indemnisation insuffisante du gouvernement local pour les dommages et contre l'incapacité à remédier aux défauts structurels du barrage. Les manifestants appellent également à une intervention du président Poutine, qui ordonne qu'une commission gouvernementale enquête sur l'origine de la catastrophe  et envoie le ministre des situations d'urgences Alexandre Kourenkov dans l'oblast d'Orenbourg. En réponse, le gouverneur de l'oblast d'Orenbourg, Denis Pasler, promet de verser une indemnisation mensuelle de 10 000 roubles (environ 100 euros) pendant six mois aux résidents déplacés. Le comité d'enquête russe ouvre également une enquête pénale sur l'accident, axée sur les violations des règles de sécurité lors la construction du barrage et la négligence de son entretien.
Le dirigeant nord-coréen Kim Jong-un présente ses condoléances et déclare « notre peuple sera toujours aux côtés du peuple russe »,.